# Merchandise
Merchandise (reklameartikler af engelsk merchant, købmand) er produkter, der benyttes til markedsføring af for eksempel spillefilm, tegnefilmserier og sportsklubber, og som typisk er påtrykt logoer eller billeder af relevante personer. Det kan være legetøj, flag, halstørklæder, T-shirts, figurer, madkasser osv. En del af dem kan bruges til deres oprindelige formål, men ved at sætte dem i forbindelse med fans, skabes der en dobbelt fortjeneste.

## Afgrænsning
I modsætning til almindelige aktiviteter for at fremme salg (sales promotion) af produkter og tjenesteydelser, sigter salg af merchandise på at skabe et selvstændigt nettoudbytte. De skal ganske vist fremme interessen for en given film, sportsklub osv., men de skal også skabe en indtægt i sig selv.
I Østeuropa, især i Rusland, bruges begrebet på en anden måde. Her forstås merchandise som fremme af salg på stedet i form af design og udformning af butiksreoler, reklame for produkter, pleje af varens præsentation og uddannelse af personalet. Den midteuropæiske branche for sportsartikler bruger begrebet på samme måde.
En anden variant er fagudtrykket visual merchandising, visuel markedsføring. Her handler det om klart at vise, at noget er til salg.

## Eksempler
Typiske mål for merchandise er spillefilm eller idoler, idet man udnytter interessen for dem. Nogle gange sker der dog det modsatte, idet man for eksempel laver tegnefilmserier baseret på nyt eller eksisterende legetøj for derved bedre at markedsføre det. Eksempler på det er He-Man and the Masters of the Universe og Transformers.
Men uanset baggrunden er det stort set kun fantasien, der sætter grænser for, hvad der kan laves af merchandise: lige fra dvd'er, cd'er, samlealbum og computerspil til samleartikler som figurer, byggesæt, modeller, samlekortspil osv. og forbrugsvarer som tallerkener, kopper, nøgleringe, T-shirts, trøjer, jakker, kostumer osv.
Merchandise kan også forekomme i mindre rammer. Mange nye bands skaffer deres første indtægter ved hjælp af merchandise, hovedsageligt i form af tøj som T-shirts.
Mange film og kunstnere tjener mere på merchandise end på de direkte indtægter. Nogle film og sportsklubber har endda fået dækket deres omkostninger ved salg af merchandise allerede før premieren eller et vundet mesterskab. Det er især tilfældet, hvis produktet (kunstneren, sportsudøveren, den fiktive figur, filmens hovedperson eller noget andet), der er genstand for merchandise-indtægterne, allerede er genstand for en udpræget fankultur og i forvejen nyder status som stjerne eller kult. Den store betydning af merchandise afspejles også af og til i filmene selv i form af parodier som i Spaceballs.
Star Wars Episode IV: Et nyt håb anses som den første film med store indtægter fra merchandise, der overgik indtægterne fra den populære film. Før havde filmindustrien kun set merchandise som en lille biindtægt, og filmens skaber George Lucas havde derfor fået rettighederne til merchandise uden større problemer. Han brugte dem imidlertid klogt og endte med at tjene flere hundrede millioner dollars på spil, legetøj og samleartikler.
I dag kan man ikke se væk fra merchandise, når der skal laves tegnefilmserier, idet man får dækket en del af produktionsomkostningerne før premieren. Her får producenterne af merchandise tilsendt bestemte motiver til at trykke på de pågældende ting, eller de får dem skræddersyet.

### Konkrete eksempler
- Tegneseriefigurer: Mickey Mouse, Spider-Man, Batman, Garfield
- Film: Star Wars, Jurassic Park, Star Trek, Harry Potter, Transformers
- Musikere: Elvis Presley, Michael Jackson, The Rolling Stones, Bob Marley
- Sportsfolk og sportsklubber: David Beckham, FC Bayern München, Borussia Dortmund
- Videospil: Pokémon, Final Fantasy, Need for Speed